# 鶴房汐恩
鶴房汐恩（日语：／ Tsurubo Shion，2000年12月11日—）是日本偶像藝人，出身於滋賀縣，為日本男子偶像團體JO1的成員。所屬經紀公司為LAPONE娛樂。在2019年的實境選秀節目「PRODUCE 101 JAPAN」中以第5名的成績成為團體JO1成員。

## 經歷
2017年，作為關西地区候選人參加Mr. DK Contest徵選活動。2018年3月被韓國經紀公司星探相中，從高中退學後前往韓國，至2019年3月共渡過10個月的練習生生涯，在最後決定出道組成員時，遺憾落選。
2019年，參加選秀節目PRODUCE 101 JAPAN，在最終決賽時以第五名的成績確定出道，成為JO1的成員，該團體將在2020年3月4日發行出道單曲，正式展開活動。

## 人物
- 身長：179cm[5]
- 体重：64kg[6]
- 血型：A型[6]
- 興趣：唱歌、跳舞、玩遊戲、聽音樂[6]
- 特技：跳舞、唱歌[6]
- 代表色：灰色[7]

## 演出作品

### 綜藝節目
- PRODUCE 101 JAPAN（2019年9月 - 12月，TBS系列、GYAO!（日语：GYAO!））

### 電視劇
- 致鬱生日（2023年2月8日 - 3月29日，關西電視台） - 飾演 蒼馬准（主演）[8]

### 網路戲劇
- 青春方程式Girl's Type「ゆく春」（2022年3月1日、Amazon Prime Video）- 飾演 上原謙司[9]
- 致鬱生日〜最棒的生日〜 （2023年3月29日・31日、dTV) - 飾演 蒼馬准[10]

### 網路連載
- 天上天下唯我独尊 鶴ぼ～ちゃんのアニメPへの道（2021年4月30日 - 2022年8月4日、コミックナタリー）- 全4集・特別篇1集[11]。

## 外部連結
- JO1官方網站的個人資料（页面存档备份，存于）
- PRODUCE 101 JAPAN官方網站的個人資料（页面存档备份，存于）